# Quinto Júnio Bleso (cônsul em 26)
Quinto Júnio Bleso (em latim: Quinto Junius Blaesus; m. 36) foi um senador romano da gente Júnia nomeado cônsul sufecto em 26 com Lúcio Antíscio Veto. Era filho de Quinto Júnio Bleso, cônsul sufecto em 10. A irmã de seu pai, Júnia, foi esposa primeiro de Quinto Élio Tuberão e depois de Lúcio Seio Estrabão, com quem teve o prefeito do pretório Lúcio Élio Sejano, seu primo.

## Carreira
Em 14, ano da morte de Augusto, Bleso estava na Panônia como tribuno militar com o pai, o legado imperial encarregado das legiões da província (VIII Augusta, VIIII Hispana e XV Apollinaris). Estas legiões se revoltaram depois da ascensão de Tibério sob a liderança de um tal Percênio. Apesar de seu pai ter conseguido acalmar os soldados com seus discursos, eles exigiam que suas demandas fossem levadas a Tibério. Bleso encarregou seu filho de seguir até Roma para comunicar o ocorrido ao imperador, que decidiu enviar seu filho, Druso, que conseguiu acabar com a revolta depois de executar os seus líderes.
Em 21, o pai de Bleso foi procônsul da África no auge da revolta de Tacfarinas e Bleso (filho) o seguiu desta vez como tribuno. Para derrotar a revolta, Bleso (pai) decidiu separar suas forças em três divisões menores, uma comandada por ele próprio, outra pelo seu filho e uma terceira pelo tribuno Públio Cornélio Lêntulo Cipião. Desta forma, os romanos conseguiram vencer todas as batalhas subsequentes e capturaram o irmão de Tacfarinas, o que valeu a Bleso a honra de ser aclamado imperator pelas tropas com autorização de Tibério.

## Família e morte
Bleso se casou com Domícia Lépida, filha de Lúcio Domício Enobarbo e Antônia Maior, e com ela teve um filho, Júnio Bleso, governador da Gália Lugdunense, assassinado em 69 pelo imperador Vitélio. Depois de seu consulado, em 26, seu primo Sejano, aliado da família, caiu em desgraça e foi executado por Tibério. No mesmo ano, o pai de Bleso, acusado de ser cúmplice de Sejano, preferiu se matar para não incorrer na fúria do imperador. Depois de serem humilhados por Tibério, que negou-lhes um sacerdócio prometido ainda na época de Sejano, Bleso e seu irmão, Lúcio Júnio Bleso, possivelmente cônsul sufecto em 28, também se suicidaram em 36.